# Sères
 (avril 2021).

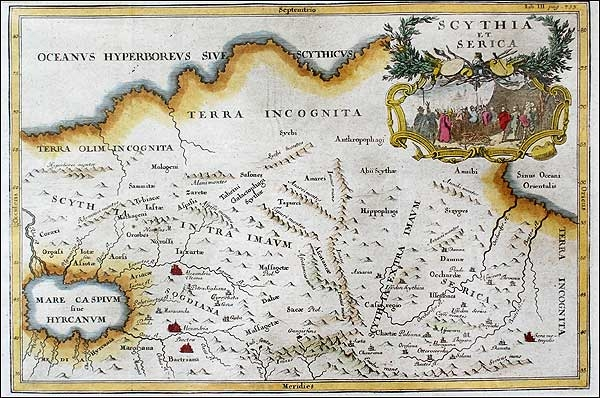
Carte antique d'Asie Centrale

« Sères » (ou Seres) était le nom que les Grecs et les Romains donnaient, à partir du IVe siècle av. J.-C., aux habitants de la Sérique (ou pays des Sères, Chine), pays de la soie qui ne faisait pas partie de leurs possessions.

## Origine controversée de la Sérique

### Positions auxixesiècle
D'après Philippe de Larenaudière, dans son Précis de géographie universelle, édition de 1852, D'Anville l'identifie avec la province chinoise de Chen-si, et y trouve dans la ville de Kan-tcheou la Sera metropolis de Ptolémée. M. Barbié du Bocage, s'appuyant des lumières de Hager[Qui ?], croit que cette Sera n'est autre que Si'-an[pas clair]. Pascal-François-Joseph Gosselin place la Sérique dans le Tibet occidental. Conrad Malte-Brun penche aussi pour le Tibet et les contrées voisines. L'orientaliste allemand Julius Klaproth pense que la contrée appelée Serica, en tant qu'elle est indiquée chez Ptolémée, n'est que la partie orientale de la Petite-Boukharie, et Sera metropolis un des chefs lieux du gouvernement chinois.

### Sères et Cathay
Il aura fallu attendre le XVIe siècle pour que les Européens identifient formellement le pays des Sères et le Cathay (cf. russe Kitaï, mongol Xiatad : Chine), dont le nom vient du peuple protomongol des Khitans. Au iie siècle de notre ère, les limites occidentales de l'Empire chinois s'étendirent jusqu'aux montagnes de Thsoung-Ling et jusqu'à la partie supérieure du cours de l'Iaxartes et de l'Oxus. Les négociants chinois venaient en foule jusqu'à ces frontières pour faire commerce de la soie. Ce furent ces Chinois de l'occident que les anciens appelaient Sères.

## Les Sères
Les Sères - décrits dans Pline l'Ancien VI, 24 comme ayant les yeux bleus et les cheveux rouges, et dont le géographe Pomponius Mela I, 14 affirme qu'ils habitent une grande vallée désertique, ce qui correspondrait au bassin du Tarim - ont aussi été identifiés aux Tokhariens, les Argippaioi d'Hérodote. Bernard Sergent propose alors l'étymologie « d'Arsi (une des deux langues du groupe), avec métathèse des consonnes, et prononciation ionienne du -a ».
Dans son Histoire naturelle, Pline l'Ancien dit également des Sères : 

« Les Sères [sont] célèbres par la laine de leurs forêts [la soie]. (...) Les Sères sont civilisés ; mais, semblables en eux-mêmes aux animaux sauvages, ils fuient la société des autres hommes et attendent que le commerce viennent les trouver. »